# James Paul Moody
James Paul Moody, britanski pomorščak, častnik in mornar * 21. avgust 1887 Scarborough, Severni Yorkshire, Anglija † 15. april 1912 Atlantski Ocean.                                
Moody je bil šesti častnik na ladji RMS Titanic in je bil najmlajši častnik, ki je umrl v potopu ladje na njeni krstni plovbi. 
Rojen je bil v Scarboroughu, pozneje pa je dobil prestižno izobrazbo in služil v družbi White Star Line, na krovu luksuzne ladje RMS Oceanic. Ko je Titanic zadel ledeno goro, je bil poleg prvega častnika Murdocha, edini častnik na ladijskem mostu. Po trku je pomagal pri vkrcavanju potnikov v reševalne čolne. Kljub večkratnim povabilom sodelavcev se ni hotel vkrcati v noben reševalni čoln. 

## Zgodnje življenje
Moody se je rodil 21. avgusta 1887 v Scarborough v Angliji. Bil je sin odvetnika Johna Henrya Moodya in mame Evelyn Louis Lammin. Moodyev dedek, John James Paul Moody, je bil viden član njegove družine. Moody je obiskoval šolo Rosebery House, preden se je leta 1902 pridružil posadki na ladji HMS Conway kot kadet.

## Kariera
Leta 1904 se je kot vajenec pridružil družbi William Thomas's Line, preden je preživel grozljivo plovbo proti New Yorku v hudi nevihti v kateri je eden od vajencev naredil samomor.
Po pridobitvi sekundarnega spričevala je Moody odšel k parni ladji in plul s tovornimi ladjami, ki so prevažale predvsem nafto, na koncu pa je dobil tudi primarno spričevalo, kot samostojen član posadke. Po zelo kratkem obisku navtične šole kralja Edwarda VII. leta 1910, navtične "krame", ki je pripravljala častnike na njihove izpite za ladijsko trgovino, je uspešno pridobil certifikat navadnega mornarja in se avgusta 1911 pridružil prestižni britanski družbi White Star Line in služboval na ladji RMS Oceanic kot njen šesti častnik. Marca 1912 je prejel sporočilo, da bo moral biti eden od članov posadke na ladji RMS Titanic, kot njen šesti častnik. Moody ni bil popolnoma pripravljen sprejeti naloge, saj je upal preživeti poletje na Atlantiku na krovu ladje Oceanic, potem ko je preživel ostro zimo in je tudi upal, da bo odšel na dopust. Njegova prošnja za dopust je bila zavrnjena.

## RMS Titanic
Skupaj z drugimi mladimi častniki je Moody prejel sporočilo, da se mora do 26. marca oglasiti in prijaviti v pisarni družbe White Star Line v Liverpoolu. Po prijavi je odšel v Belfast, kjer se je v pristanišču Harland & Wolff vkrcal na Titanic. Titanic je nato odplul iz Belfasta v Southampton po potnike. Moody je v službi kot šesti častnik zaslužil približno 37 dolarjev na mesec, čeprav mu je bila lastna kabina dovoljena kot nadomestilo za njegovo majhno plačo. 
Malo pred odhodom Titanica na njegovo krstno plovbo, je Moody pomagal petemu častniku Haroldu Loweu pri spuščanju in dviganju dveh reševalnih čolnov na desnem boku, da bi odboru za ladijsko trgovino zagotovil, da je Titanic izpolnjeval varnostne predpise. Zadolžen je bil tudi za zaprtje zadnjih vrat na boku leve strani ladje preden je ladja izplula iz Southamptona in verjetno rešil življenja okoli šestih mornarjev, ki so prispeli prepozno in jim ni dovolil vstopa na ladjo. Ko je Titanic zaplul na Atlantik proti New Yorku v ZDA, je Moody opravljal svoje delo od 16.00–17.00 in 8.00–12.00, kar je pomenilo, da je bil dežuren na s prvim častnikom Williamom Murdochom in četrtim častnikom Josephom Boxhallom, ko je na mostu 14. aprila ob 23:40 Titanic zadel ledeno goro. Potem, ko je opazovalec Frederick Fleet opazil ledeno goro je trikrat pozvonil na opozorilni zvonec in poklical ladijski most. Moody mu je odgovoril in vprašal: "Kaj vidite?" Fleet je nato odgovoril: "Ledeno goro, naravnost pred nami!".
Po prejemu klica je Moody sporočilo takoj posredoval Murdochu, ki je krmarju Robertu Hichensu ukazal zaviti v levo. Čeprav je ladja močno zavijala, se ni uspela povsem izogniti in je z desnim bokom zadela v rob ledene gore. Zaradi zelo močnega trka je led na ladji prebil šest predelkov, od tega jih je bilo pet zelo močno poškodovanih in poplavljenih. Titanic več, kot štiri predelke ni mogel prenesti in je zato začel toniti. 
Pri nadaljnji evakuaciji je Moody pomagal pri vkrcanju in spuščanju reševalnih čolnov št. 9, 12, 13, 14 in 16. Medtem ko je vkrcal potnike v čoln št. 14, je peti častnik Lowe pripomnil, da bi se moral nek častnik vkrcati vanj, kot vodja čolna. Medtem ko bi to nalogo tradicionalno dobil nižje uvrščeni Moody, je to zavrnil in nalogo preložil Lowu. To je bila odločitev, ki je zapečatila njegovo usodo. Moody je odšel na desni bok ladje in pomagal Murdochu, dokler voda ni dosegla palubo čolnov. Moodyja je nazadnje videl oskrbovalec oljnih svetilk na vrhu prostorov za častnike, kjer je poskušal spustiti zložljiv reševalni čoln A, le nekaj minut pred dosegom vode na palubo. Tudi Lightoller je rekel;  "Gospod Moody je moral biti obenem precej blizu mene. Bil je na vrhu palube, ki je premaknil zložljiv čoln na desnem boku ladje medtem ko je gospod Murdoch delal pri mostu. Če je tako, smo bili vsi praktično v vodi skupaj."
Moody je bil star 24 let, ko je umrl v potopu Titanica. Njegovega trupla niso nikoli našli. Bil je edini mlajši častnik na krovu, ki je umrl v potopu.
Spomenik na gozdnem pokopališču v Scarboroughu spominja Moodyjevo žrtvovanje na Titanicu s svetopisemskim citatom: "Večja ljubezen nima človeka kot to, da bi človek življenje žrtvoval za svoje prijatelje." 
V njegov spomin sta bili v hiši, v kateri se je rodil na 17 Granville Roadu v Scarborougu in v cerkvi svetega Martina v Scarboruoughu postavljeni spominski plošči.
V njegov spomin je njegova teta Hannah Mountain pri cerkvi svetega Avguština Hippo v Grimsbyju postavila medininast oltar.

## Upodobitve
- Michael Bryant (1958) — A Night to Remember (britanski film)
- Edward Fletcher (1997) (Titanik)
- Jonathan Howard (2012) (Titanic) (TV serija/4 epizode)